# Basílica de Santa Maria Magdalena
La basílica de Santa Maria Magdalena és una església de Sant Maissimin acabada l'any 1532 i considerada l'edifici religiós d'estil gòtic més destacat de la Provença. És considerat monument històric des del 1840.